# Strigolactone
Die Strigolactone sind eine Gruppe von natürlichen und synthetischen Pflanzenhormonen. Sie verhindern Sprossverzweigung, fördern die Mykorrhizierung der Wurzeln und induzieren die Keimung der parasitischen Pflanzengattung Striga. Gerade wegen dieser nicht verwandten Funktionen innerhalb der Pflanze wurden die Strigolactone erst spät als Pflanzenhormon eingestuft.

## Synthese
Strigolactone sind eine relativ kleine Stoffgruppe. Die natürlich vorhandenen Strigolactone leiten sich aus der Vorstufe 5-Deoxystrigol ab. Diese Vorstufe wiederum wird über den β-Carotin-Syntheseweg produziert. Der Ort dieser Synthese ist innerhalb der Plastide, während die Strigolactone außerhalb gebildet werden. Die Stufe zwischen diesen zwei Orten der Synthese wurde noch nicht entdeckt.
Auxine, die ebenfalls die Sprossverzweigung unterdrücken, haben einen positiven Einfluss auf die Synthese der Strigolactone.

## Signalweg
Die Gene MAX2, D3 und RMS4 codieren für F-Box ähnliche Proteine, welche als Rezeptoren für Strigolactone gelten. Ähnliche Rezeptoren wurden bereits für Auxin und Jasmonate entdeckt. Es wird angenommen, dass die Pflanzengattung Striga einen ähnlichen Rezeptor besitzt.

## Wirkung
Strigolactone verhindern Sprossverzweigung, fördern die Mykorrhizierung der Wurzeln und induzieren die Keimung der parasitischen Pflanzengattung Striga. Gerade die Verzweigung der Pflanze hat ein großes ökonomisches Potential, da somit der Lichteinfall, die Verteilung von Blüten und Samen und die synchrone Blüte und Abreife kontrolliert werden kann. Dieses Potential könnte durch Züchtungsprogramme mit Strigolacton-Mutanten genutzt werden. Außerdem wird an Wachstumsregulatoren geforscht, welche eine Auswirkung auf die Verzweigung, nicht jedoch auf die Mykorrhizierung haben.
Die Wirkung auf die Sprossbildung lässt sich durch eine Unterdrückung der Polar-Auxin-Transporter (PAT) durch Strigolactone erklären. Durch den behinderten Abtransport von Auxin aus den Zellen und den damit einhergehenden erhöhten Auxinkonzentration wird schließlich die Sprossbildung unterdrückt.
Pflanzen, die mit Phosphat unterversorgt sind, zeigen erhöhte Konzentrationen an Strigolactonen. Dies führt zu schwächer verzweigten Pflanzen bei einem gleichzeitig verbessertem Wurzelsystem und erhöhter Mykorrhizierung, welche unter anderem immobile Phosphate aus dem Boden lösen können.

## Methoden gegenStriga-Parasitismus
Die Pflanzengattung Striga ist die größte, einzelne biotische Ursache für Ernteverluste in ganz Afrika. Der finanzielle Schaden beträgt rund 10 Milliarden US-Dollar. Rund 70 Millionen Hektar Ackerfläche gelten als Striga-verseucht. Es werden deswegen verschiedene Versuche unternommen, den Striga-Parasitismus zu bekämpfen. So werden vor der Aussaat der Kulturpflanzen Strigolactone versprüht, um ein verfrühtes Austreiben der Striga zu induzieren. Ohne den Kontakt zur Kulturpflanze sterben die ausgetriebenen Pflanzenteile ab und die Nährstoffreserven werden aufgebraucht. Einen anderen Effekt hat eine ausreichende Düngung der Kulturfläche, vor allem mit Phosphat, da dadurch die Produktion der Strigolactone in den Wirtspflanzen geringer ist als auf unterversorgten Böden. Weiterhin existiert ein biotechnologischer Ansatz durch Gentransfer: Ein gesättigtes Isomer des Strigolactons GR24 fördert weiterhin die Mykorrhizierung, hat aber keinen Einfluss auf die Keimrate von Striga-Pflanzen. Gelänge es, dieses Isomer in die Pflanze einzubauen, würde es zu keiner Induktion des Striga-Parasitismus kommen.

## Chemie
| Chemical structure and numbering of (+)-strigol    | Chemical structure and numbering of strigyl acetate    |
| (+)-Strigol                                        | (+)-Strigylacetat                                      |
| Chemical structure and numbering of orobanchol     | Chemical structure and numbering of orobanchyl acetate |
| (+)-Orobanchol                                     | (+)-Orobanchylacetat                                   |
| Chemical structure and numbering of 5-deoxystrigol | Chemical structure and numbering of sorgolactone       |
| (+)-5-Deoxystrigol                                 | Sorgolacton                                            |